# Akhmad Arena
La Akhmad Arena (en russe : Ахмат-Арена) est un stade de football situé à Grozny, en Tchétchénie.
C'est le terrain de jeu du Akhmat Grozny.

## Histoire
En 2011, pour l'inauguration du stade, Ramzan Kadyrov, le chef de la République de Tchétchénie et président du club, organise un match de gala avec d'anciens joueurs internationaux de renom (Diego Maradona, Luis Figo, Raï, Fabien Barthez, Manuel Amoros, Alain Boghossian, Franco Baresi, Steve McManaman, Robbie Fowler, Ivan Zamorano).